# Cyathea venulosa
Cyathea venulosa là một loài dương xỉ trong họ Cyatheaceae. Loài này được Wall. mô tả khoa học đầu tiên năm 1829.
Danh pháp khoa học của loài này chưa được làm sáng tỏ. 